# Gordon Thomson (Badminton)
Gordon Thomson (* 5. August 1985) ist ein schottischer Badmintonspieler. 

## Karriere
Gordon Thomson gewann in Schottland zwei Juniorentitel und in den Jahren 2007 und 2009 ebenfalls zwei Titel bei den Erwachsenen. 2006 und 2008 wurde er Vizemeister im Herreneinzel. 2006 belegte er Rang drei bei den Riga International.

## Sportliche Erfolge
| Saison | Veranstaltung                       | Disziplin    | Platz | Name                           |
| ------ | ----------------------------------- | ------------ | ----- | ------------------------------ |
| 2004   | Schottland: Juniorenmeisterschaften | Mixed        | 1     | Gordon Thomson / Julie Boyd    |
| 2004   | Schottland: Juniorenmeisterschaften | Herrendoppel | 1     | Greg Anderson / Gordon Thomson |
| 2007   | Schottland: Einzelmeisterschaften   | Herreneinzel | 1     | Gordon Thomson                 |
| 2009   | Schottland: Einzelmeisterschaften   | Herreneinzel | 1     | Gordon Thomson                 |